# 伯格 (伊利諾伊州)
伯格（英語：The Burg）是位於美國伊利諾伊州李縣的一個非建制地區。該地的面積和人口皆未知。

## 地理
伯格的座標為41°42′23″N 89°05′55″W / 41.70639°N 89.09861°W，而該地的平均海拔高度為278米（即912英尺）。